# Aluvión de Villa Santa Lucía
El aluvión de Villa Santa Lucía fue un desastre natural ocurrido en el sur de Chile la mañana del 16 de diciembre de 2017 en la localidad del mismo nombre, ubicada en la comuna de Chaitén, Región de Los Lagos. El hecho provocó la muerte de 21 personas y la desaparición de otra.

## Causas
La principal causa del aluvión fue la gran cantidad de lluvia caída en los días 15 y 16 de diciembre, que alcanzó los 122 mm en el lugar en solo 24 horas. Luego se dio como causa el desprendimiento de un glaciar, lo que generó el aluvión con desplazamiento oeste a este.
Según el geólogo Sergio Sepúlveda, del Departamento de Geología de la Universidad de Chile e investigador del Programa de Reducción de Riesgos y Desastres (CITRID), el aluvión se produjo por la fuerte lluvia «que habría saturado el suelo y derretido la nieve que estaba en el cerro», provocando el «deslizamiento de tierra y roca muy grande de una ladera muy alta (del cerro), que en la parte alta tiene nieve y hielo, pero lo que se cae es la ladera del cerro, llevando consigo bloques de hielo", apuntó el investigador. Eso ocurrió donde nace del río, y «al caer al valle, ese material se transformó en un aluvión, que avanzó por el río (Burritos) varios kilómetros, acumulando troncos y rocas, hasta llegar al pueblo». 
Sepúlveda, quien también es director de la Escuela de Ingeniería de la Universidad de O'Higgins, advirtió que el pueblo estaba ubicado en una «zona de depositación aluvial», ya que «el río viene bien encauzado y ahí se abre en una planicie, que es la de depositación. Y ahí está emplazado el pueblo, en una zona donde naturalmente un aluvión de ese tipo va a depositar».
De acuerdo al geólogo Paul Duhart, jefe de la oficina local de Sernageomin, Santa Lucía se encuentra en un contexto de cordones montañosos con alta pendiente y «hay gran disponibilidad de sedimentos tanto de origen volcánico como de origen glacial, y si a eso le sumamos precipitaciones intensas en un corto período de tiempo, tenemos condiciones favorables para la generación de remociones en masa». El flujo del aluvión avanzó rápidamente por hacia el este cuatro kilómetros y que chocó con el cerro. Duhart describió que al cambiar la pendiente, y llegar al valle que aloja a la Villa Santa Lucía, la masa se abrió como un abanico afectando a gran parte del poblado.

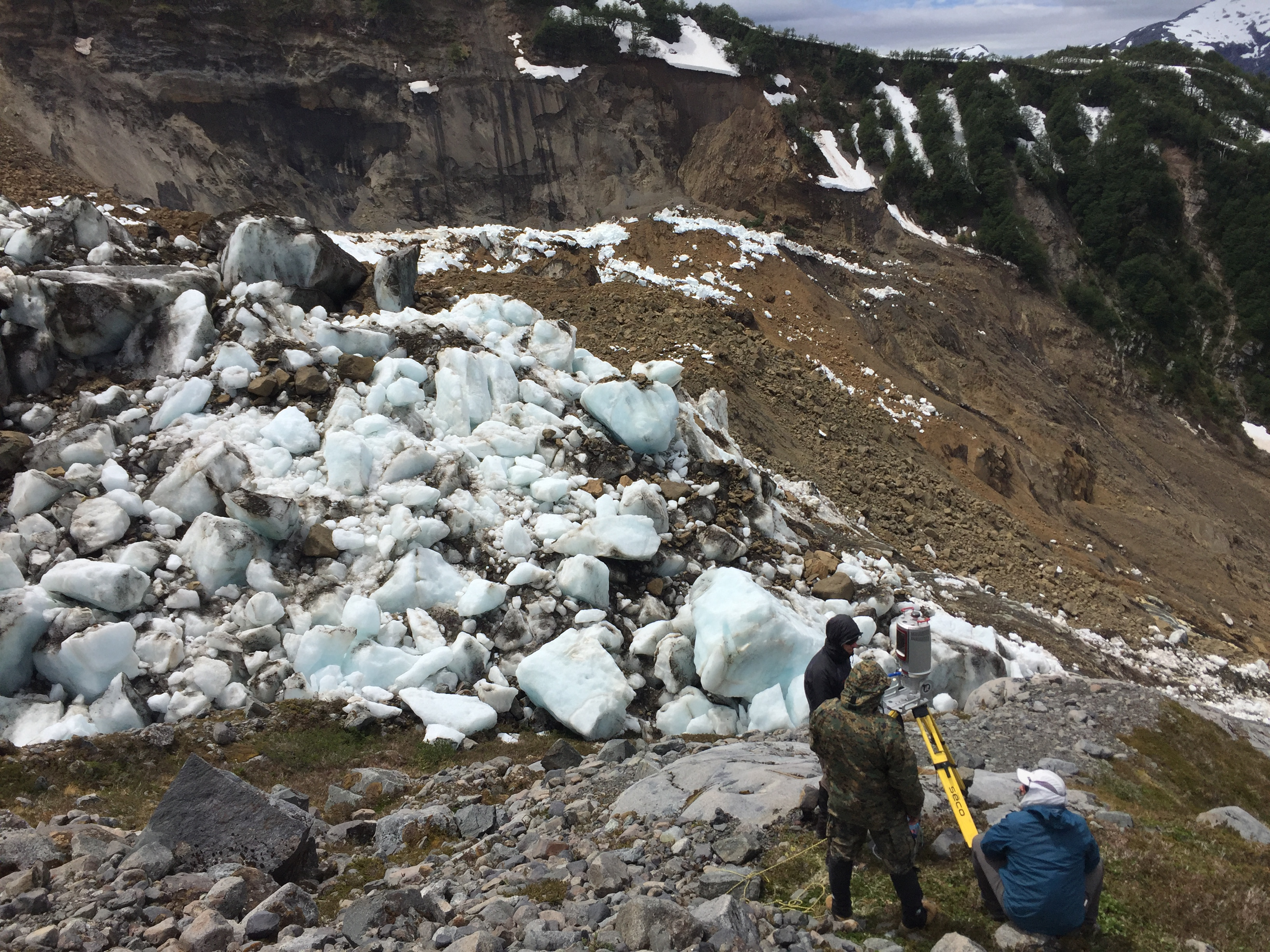
Zona Alta de Río Burritos, Evento de Aluvión Villa Santa Lucía, 19 de diciembre de 2017.

| Volumen movilizado                      | 7 200 000 m³ |
| Volumen depositado en Villa Santa Lucía | 2 000 000 m³ |
| Velocidad media                         | 72 km/h      |
| Área afectada total                     | 536 ha       |
| Longitud                                | 10 km        |

## Consecuencias
El aluvión ocasionó la destrucción completa de 28 viviendas y 5 infraestructuras públicas dañadas. La destrucción no solo fue por el aluvión en sí, sino también por varios incendios provocados a los minutos del desastre natural.
En las primeras horas tras la catástrofe, se estableció que había cinco personas fallecidas y 15 desaparecidas. Durante los días siguientes, las labores de rescate permitieron encontrar otros diez fallecidos.
Al 23 de diciembre se contabilizaron 112 personas damnificadas y 213 desplazadas, dado que fue evacuado por completo el pueblo. Se habilitaron dos albergues en la localidad de Palena, uno en la localidad de La Junta y uno en la ciudad de Puerto Montt.
El 26 de diciembre, 10 días después del desastre, se encontró a la víctima número 16.
El 2 de enero de 2018 fue encontrada la víctima 17, debido a las intensas labores de búsqueda que se mantenían a pesar del clima adverso.
El 16 de marzo, tres meses después del hecho, fue encontrado el cadáver número 21 por parte de personal de búsqueda del Ejército de Chile, quedando solo una víctima desaparecida.
En la actualidad existe un museo testimonial e histórico llamado "La Casa de la Bandera", que rememora la tragedia.

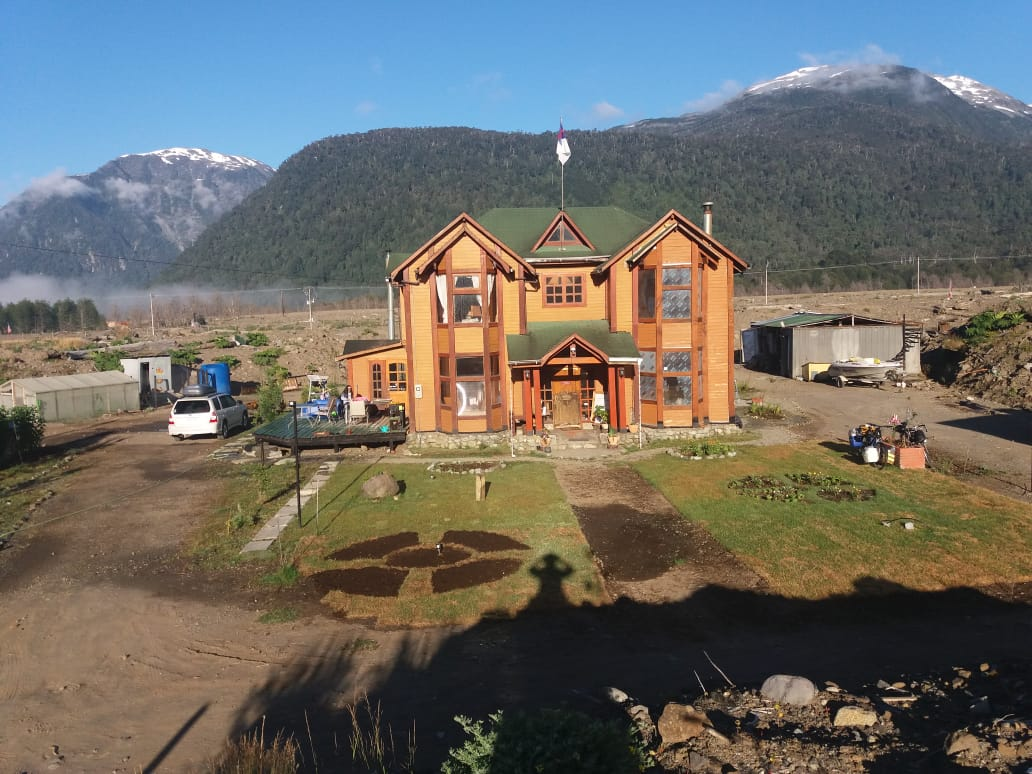
Este museo de Sitio en Villa Santa Lucía surge a raíz de la catástrofe natural de diciembre del 2017. Nos deja en evidencia la fuerza de la naturaleza, la característica indómita del lugar y la resiliencia de su gente. Este lugar invita a conocer en primera persona con un relato local el aluvión que dejó una marca en la Comuna de Chaitén. Museo en proceso.

## Reacciones
La presidenta Michelle Bachelet declaró zona de catástrofe el mismo 16 de diciembre, y envió al lugar a los ministros de Defensa, José Antonio Gómez, y de Obras Públicas, Alberto Undurraga. A pesar de que se evaluó instalar la mesa de votación correspondiente a Villa Santa Lucía para la segunda vuelta de la elección presidencial realizada el 17 de diciembre, finalmente el Servicio Electoral decidió no hacerlo, ya que no existía un lugar adecuado para dicha actividad.
El 18 de diciembre Bachelet viajó a la localidad, donde supervisó las labores de rescate y se reunió con autoridades y familiares de las víctimas fatales en La Junta. Ese mismo día se decretó zona de exclusión en Villa Santa Lucía, lo cual implicó que el acceso a la zona estuviera restringido a los equipos de emergencia.
El Servicio de Salud del Reloncaví movilizó una célula sanitaria con hospital de campaña, mientras el grupo de intervención del SAMU de Puerto Montt efectuó evacuaciones aeromédicas  de los heridos graves con el apoyo de la Fuerza Aérea de Chile. Bomberos de Chile, a través del sistema nacional de operaciones, activó a los grupos de USAR de los cuerpos de bomberos de Osorno, Viña del Mar, La Serena, Metropolitano Sur, Conchalí-Huechuraba y Temuco, como también los cuerpos de bomberos de Coyhaique, Puerto Aysén y Chaitén.
Además, en el lugar trabajaron efectivos de las Fuerzas Armadas, Gope de Carabineros y un equipo táctico de la PDI, con perros y drones para apoyar en estas tareas de búsqueda.
El empresario Andrónico Luksic se comprometió a reconstruir un jardín infantil de Villa Santa Lucía.
El gobierno chileno anunció el 22 de diciembre, traslado geográfico definitivo de la Villa Santa Lucía y sus habitantes y entrega de aportes a familias afectadas. Sernageomin ha señalado que la Villa Santa Lucía es una zona de alto riesgo para la vida de las personas. La decisión que ha tomado la presidenta Michelle Bachelet es plantearle a Sernageomin que tiene que ubicar una zona de relocalización de la villa en un plazo de 15 a 20 días porque hay que hacer los estudios adicionales en terreno.